# Nyugati gótok

Lila színnel látható a keleti és nyugati gótok útja

A nyugati gótok vagy vizigótok a 3. század végén kettévált gót nép nyugati ága voltak. Első külön államukat a keleti gótok szomszédságában hozták létre a mai Románia területén, majd a hunok támadása miatt nyugatra húzódtak. Utolsó saját államuk a mai Spanyolország területén létezett az arab hódításig. A vizigót név eredete a latin Visigothi, v. Wesi, melynek jelentése jó, érdemes, tehát nincs köze a víz főnévhez.

## Történetük

### Daciai államuk

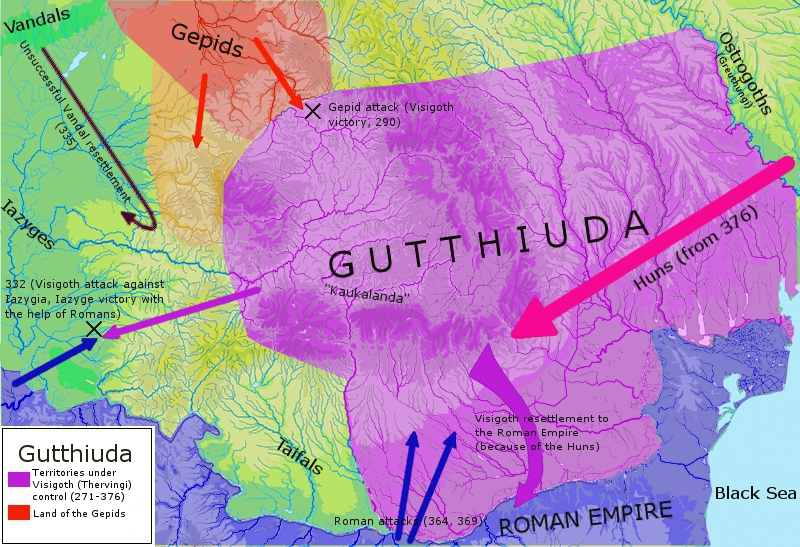
A nyugati gótok állama a mai Románia területén a 4. században

A gótok elleni háború lezárásaként Aurelianus császár 271-ben kiürítette Daciát, majd átengedte a gótoknak. A nyugati és keleti gótokat 291-ben említi először külön a Panegyrici latini. A két ország között a Dnyeszter volt a határ. Ezután hosszú békeidőszak következett a rómaiak és a gótok között. A nyugati gótok 355-ben nagy inváziót indítottak Észak-Itália ellen, de II. Constantius hadvezére, Arintheus visszaverte a támadást. Két évtizedig a Római Birodalom nyugati fele mentesült a gót támadások alól.
376 nyarán a hunok megdöntötték a keleti gótok Dnyesztertől (görögül Danaiszter, latinul Danastius) keletre elterülő államát. Athanarik nyugati gót király ekkor a keleti határra, a Dnyeszterhez vonult, és ott szekerekkel megerősített tábort állított fel. A folyó túlsó partján, attól 30 kilométerre pedig előhadat küldött ki. A hunok Athanarikot meglepve megkerülték az előhadat és átkeltek a folyón, majd egy hajnalon nyílzápor alá vették az alvó gótok táborát, a gótok számára lőtávolon kívülről. A gótoknak sikerült a közeli erdőségekbe menekülni, ezért nem mészárolták le őket teljesen. Athanarik ezután megpróbált a Gerasius és a Duna között rohamléptekkel falat emelni, de építkezés közben a hunok ismét meglepték őt és lemészárolták csapatait. Athanarik ezután kíséretével a mai Erdély területére menekült, de a nyugati gótok nagyobb része az Al-Dunához özönlött Fritigern és Alavivus vezetésével.

### Vándorlásuk a Római Birodalomban

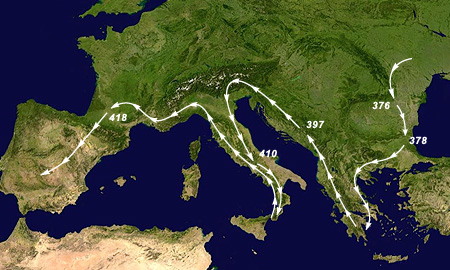
A vizigótok vándorlása

A nyugati gótok alatt engedélyt kértek Valens római császártól, hogy Thrákiában telepedhessenek le. 200 ezer nyugati gót megkapta az engedélyt. De a római tisztviselőktől az adófizetést megtagadták és gyakorlatilag függetlenítették magukat a birodalomtól. Ezért háború indult ellenük, de 378-ban a hadrianopolisi csatában Valens császárt legyőzték. Olyan pusztítást vittek végbe, hogy Ammianus Marcellinus szerint „csak az eget s földet hagyták meg”. Nagy Theodosius császár békét kötött a gótokkal, és az addig Erdély hegyei között tartózkodóknak is kénytelen volt megengedni, hogy Thrákia és Moesia tartományokban telepedjenek le. Athanarik kíséretével személyesen ment el Konstantinápolyba, hogy alávesse magát Theodosiusnak. A gót harcosok egy része római zsoldba lépett 382-ben. A gótok nem fizettek adót.
Azonban ezzel a laza függéssel sem voltak megelégedve sokáig. Nagy Theodosius halála után kiskorú utódjának Arcadiusnak a gyámja, a galliai származású Rufinus a zsold kifizetését a gót katonáktól megtagadta, a gótok végleg elszakadtak Rómától, és a Balthok nemzetségéből származó Alarikot 395-ben királlyá választották. Alarik számos rabló hadjáratot vezetett a római területekre, elsősorban Görögországba. Végül Stilicho, Honorius nyugatrómai császár gyámja, legyőzte Alarikot a Poloe hegységnél (396). A keletrómai udvar azonban inkább akarta a barbár Alarik, mint a vetélytárs Stilicho szövetségét, ezért kibékült vele, sőt 397-ben Kelet-Illíria kormányzójává tette.
Alarik a keletrómaiak szolgálatában a Nyugatrómai Birodalom ellen indult, de két csatában (Pollentiánál 402 és Veronánál 403-ban) is vereséget szenvedett. Alarik ellenfelét, Stilichót, aki megállíthatta volna a császár, Honorius tudtával kivégezték 408-ban. Még ugyanebben az évben Alarik újra betört Itáliába, és megsarcolta Rómát. Mivel a nyugatrómai császár nem fogadta szolgálatába, 409-ben és 410-ben ismét megtámadta, magát Rómát is bevette és kifosztotta. Innen Szicília és a rómaiak afrikai tartományának elfoglalására indult volna, de 410-ben, alig 34 évesen Dél-Itáliában, Cosenzában meghalt.

### Dél-galliai államuk

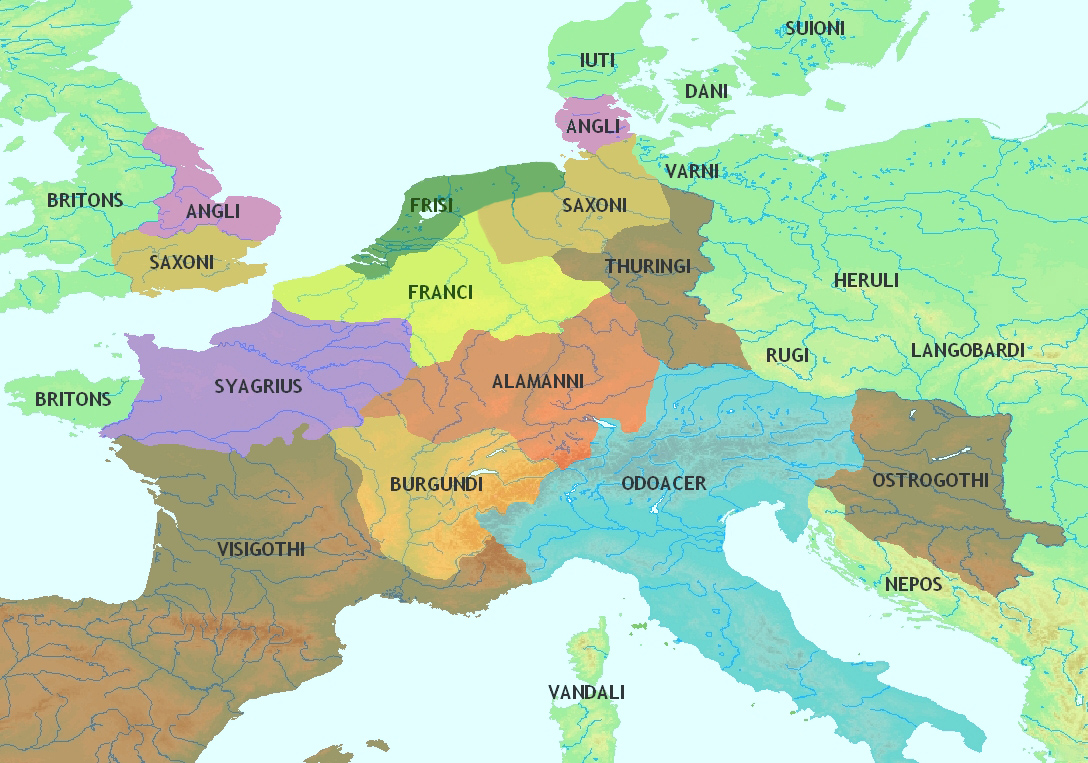
A dél-galliai vizigót állam

Alarik sógora és utóda Ataulf római fővezérré lett és Galliába ment, ahol névleges függés mellett valójában független államot alakított. 415-ben meggyilkolták, miután a Pireneusokon átkelt és Barcelonát elfoglalta. Utódai, Sigerik és Wallia alatt a gótok folytatták a hódításaikat, névlegesen Rómának, valójában a maguk számára. Eurik (466–484) ténylegesen is függetlenítette magát. A gótok ettől kezdve nagy befolyást gyakoroltak Rómára, egymás után több római császár trónra emelése is az ő befolyásuk alatt történt.
507-ben a frankok Klodvig vezetésével támadtak a nyugati gótokra, és legyőzték őket, ami véget vetett a galliai nyugati gót államnak.

### Hispániai államuk
A hispániai gót államot Amalarich (502–531) szervezte meg, székhelye Sevilla volt.
531-ben Amalarik meggyilkolásával kihalt a 136 évig uralkodó Balthing-ház, és ettől kezdve 180 éven át választott királyok uralkodnak. Rekared alatt (586-601) a római egyházhoz csatlakoztak, és Rekared már a pápa áldásával koronáztatta meg magát. Ettől kezdve, bár keresztényüldözők is akadtak, a kereszténység erős gyökeret vert a gótok között, és a főpapság jelentős politikai tényezővé vált. Ezért Wamba király (672-681) törekvése a papi klérus gyöngítésére eredménytelen maradt. Witiza (701-710), aki örökölhető királyságot akart alapítani, nem tudta megalakítani ezt a klérus és a nemesség megtörésével, sőt meg is fosztották uralmától. A trónbitorló Roderik ellen a király fiai az arabokat hívták be. A Tárik ibn-Zijád által vezetett arab sereg azonban segítőből ellenség lett: 711-ben Jerez de la Frontera mellett Roderiket legyőzték, de a csatában Witiza fiai is elestek, és az arabok lettek Hispania urai. Ezzel megszűnt a Gót Birodalom, csak a neve maradt fenn Katalónia nevében.
A nyugati gótok királysága nem volt öröklődő és nem is sikerült ilyenné tenni, bár néha apáról fiúra szállt az uralom. A király volt a legfőbb hadvezér, és az összes hivatalt ő töltötte be. A nép nemességre és jobbágyságra oszlott (szabadok és szolgák). A nemesség további osztályokra tagozódott: Az első a duces (Herzöge), eredetileg katonai, később kormányzói tiszt is, ez alatt a comites (Grafen) hasonló, de kisebb hatalommal, a gardingok udvari méltóságok viselői, végül a többi nemes, akik a bíráskodás jogát és bizonyos büntetésektől való mentességet élveztek. A jobbágyok az előkelők telkein kisebb részeket műveltek, és ennek fejében évenként fizetéssel, szolgálattal tartoztak.
A katonáskodásnál a király volt a fővezér, alatta harcoltak a duces, comites, tiudfadok (ezredesek) stb. Ugyanezek békeidőben a király megbízásából a polgári ügyek élén álltak. A polgári ügyrend tulajdonképpeni rendezése II. Alarik nyugati gót király nevéhez fűződik (511-531), aki a római és gót szokások gyűjteményét összeíratta 506-ban, a Breviarium Alaricianumban, amelyet később Rekared valószínűleg továbbfejlesztett. Chindaswinth (641-649) volt az, aki igazi erőt, gót nemzeti jelleget adott a törvénykezésnek és a római jog maradványait megszüntette. A gótok jogi intézkedései jól működtek. Az őslakos népek szívesebben teljesítették az újfajta feudális (hűbéri) kötelességeket, mint amikor a rómaiak gyötörték őket a súlyos adókkal.

## Kultúra

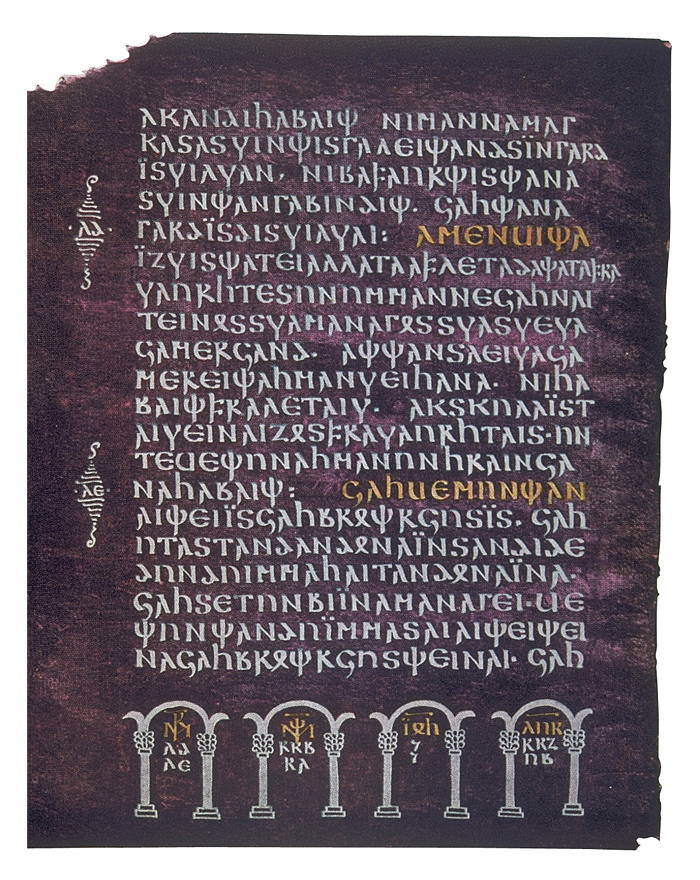
Wulfila gót bibliafordításának egy lapja (350-es évek)

### Nyelv és irodalom
A gót nyelvet ismerjük, mivel több irodalmi mű is ránk maradt. A kereszténységet korán fölvették az arianizmus alakjában, melyet Wulfila püspök (Ulfilas, Wölfel, 311-381) terjesztett el 341 és 355 között a nyugati gótok között. Wulfila alkotta meg a gót ábécét, és ő fordította le a Bibliát – kivéve a királyok könyveit – gót nyelvre. Ez a gót nyelv és így a germán nyelvek legrégibb emléke. A fordítás neve Codex argenteus, jelenleg Uppsalában őrzik.

### Művészet

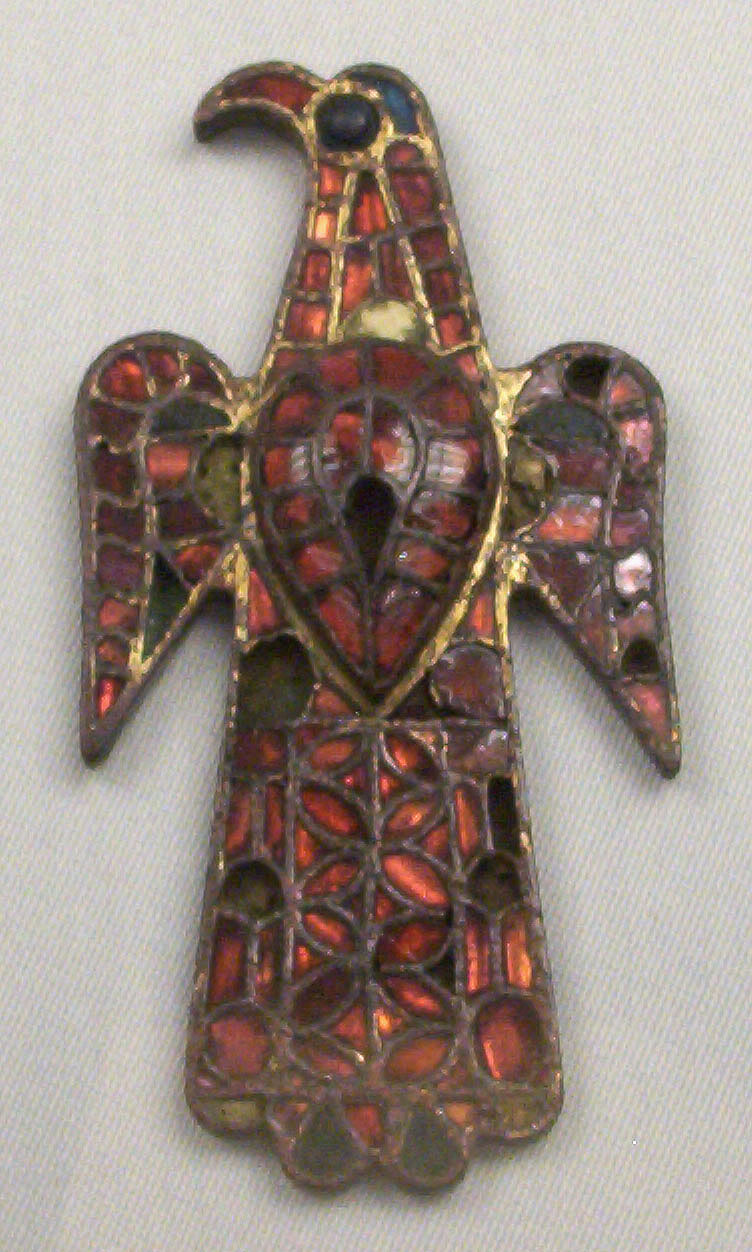
Nyugati gót melltű a madridi Nemzeti Régészeti Múzeumból

A nyugati gótok, amint berendezkedtek Hispániában és Galliában, nem rombolták le az ott talált római templomokat és villákat, hanem igyekeztek átvenni a Nyugatrómai Birodalom kormányzati formáit és művészetét. Az elhunyt királyaik ex voto, azaz felajánlási koronáit az oltár elé függesztették. Ezek a koronák hasonlóak voltak a bizánci császárkoronázásokat mutató mozaikok koronáihoz, és azokhoz az ex voto koronákhoz, amelyek a ravennai San Apollinare Nuovo bazilikában láthatóak.
Toledo közelében találták meg a guarrazari kincsleletet, amit valószínűleg az arab hódítás idején rejtettek el, és ami egy templom kincse lehetett. A lelet két láncra függesztett aranyból készült ex voto koronát, gazdagon díszített egyházi edényeket és más ékszereket tartalmazott.
A nyugati gót asszonyok kör vagy félkör alakú melltűket, gyűrűket viseltek. Ezek az ékszerek jellegzetesen délorosz formájúak és színűek, de kidolgozásuk finomsága bizánci eredetre vall.

## Kapcsolódó szócikk
- A gótok eredete